# Dyrżawno pyrwenstwo w piłce nożnej (1934)
Dyrżawno pyrwenstwo (1934) było 10. edycją najwyższej piłkarskiej klasy rozgrywkowej w Bułgarii. W rozgrywkach brało udział 14 zespołów. Tytułu nie obroniła drużyna Lewski Sofia. Nowym mistrzem Bułgarii został zespół Władysław Warna.

## 1. runda
- Slawia Sofia – Pobeda 26 Plewen 8 – 0
- Han Omurtag Szumen – Władysław Warna 1 – 4
- Maria Luisa Łom – Orel-Czegan 30 Wraca 3 – 2
- Szipka Płowdiw – Botew Jamboł 1 – 4
- Napredak Ruse – Czardafon Gabrowo 1 – 1, 3 – 1(po dogr.)
- Swietosław Stara Zagora – Lewski Burgas 3 – 3, 4 – 3(po dogr.)

## Ćwierćfinały
- Slawia Sofia – Borysław Kiustendił 9 – 1
- Napredak Ruse – Maria Luisa Łom 2 – 2, 3 – 2(po dogr.)
- Władysław Warna – Botew Jamboł 6 – 0
- Swietosław Stara Zagora – Bułgaria Chaskowo 5 – 1

## Półfinały
- Slawia Sofia – Swietosław Stara Zagora 4 – 0
- Władysław Warna – Napredak Ruse 3 – 1

## Finał
- 16 września 1934:
Slawia Sofia – Władysław Warna 0 – 2

Zespół Władysław Warna został mistrzem Bułgarii.